# Linea Kintetsu Kashihara
La linea Kintetsu Kashihara (近鉄難波線?, Kintetsu Kashihara sen) è una linea ferroviaria regionale a gestione privata situata nella prefettura di Nara, in Giappone, che collega la città di Nara e Kashihara. La linea viene utilizzata anche da treni espressi ed espressi limitati che percorrono la tratta fra Hirahata e Yamato-Saidaiji per unire Kyoto a Tenri.

## Stazioni
Legenda:
- ●: ferma
- |: non ferma
- ◎: fermano i treni espressi e gli Espressi Limitati Kyoto-Kashihara dalle 9:30 alle 18:00
- I treni locali fermano in tutte le stazioni
- La stazione di Yagi-nishiguchi è ufficialmente parte della stazione di Yamato-Yagi

| Stazione                                            | Giapponese       | Distanza | E  | EL | Collegamenti                        | Posizione      | Posizione |
| --------------------------------------------------- | ---------------- | -------- | -- | -- | ----------------------------------- | -------------- | --------- |
| Servizio diretto per Kyoto via linea Kintetsu Kyōto |                  |          |    |    |                                     |                |           |
| Yamato-Saidaiji                                     | 大和西大寺       | 0.0      | ●  | ●  | Linea Nara Linea Kyoto              | Nara           | Nara      |
| Amagatsuji                                          | 尼辻             | 1.6      | \| | \| |                                     | Nara           | Nara      |
| Nishinokyō                                          | 西ノ京           | 2.8      | ◎  | ◎  |                                     | Nara           | Nara      |
| Kujō                                                | 九条             | 4.0      | \| | \| |                                     | Yamatokōriyama | Nara      |
| Kintetsu Kōriyama                                   | 近鉄郡山         | 5.5      | ●  | \| |                                     | Yamatokōriyama | Nara      |
| Tsutsui                                             | 筒井             | 8.4      | \| | \| |                                     | Yamatokōriyama | Nara      |
| Hirahata                                            | 平端             | 9.9      | ●  | \| | Linea Tenri                         | Yamatokōriyama | Nara      |
| Family Kōen Mae                                     | ファミリー公園前 | 10.9     | \| | \| |                                     | Yamatokōriyama | Nara      |
| Yūzaki                                              | 結崎             | 12.4     | \| | \| |                                     | Kawanishi      | Nara      |
| Iwami                                               | 石見             | 13.8     | \| | \| |                                     | Miyake         | Nara      |
| Tawaramoto                                          | 田原本           | 15.9     | ●  | \| | Linea Tawaramoto (Nishi-Tawaramoto) | Tawaramoto     | Nara      |
| Kasanui                                             | 笠縫             | 17.3     | \| | \| |                                     | Tawaramoto     | Nara      |
| Ninokuchi                                           | 新ノ口           | 19.1     | \| | \| |                                     | Kashihara      | Nara      |
| Yamato-Yagi                                         | 大和八木         | 20.5     | ●  | ●  | Linea Osaka                         | Kashihara      | Nara      |
| Yagi-nishiguchi                                     | 八木西口         | 20.5     | ●  | \| | Linea Sakurai (Unebi)               | Kashihara      | Nara      |
| Unebigoryōmae                                       | 畝傍御陵前       | 22.8     | ●  | \| |                                     | Kashihara      | Nara      |
| Kashiharajingū-mae                                  | 橿原神宮前       | 23.8     | ●  | ●  | Linea Minami-Osaka Linea Yoshino    | Kashihara      | Nara      |